# 沙弥島
沙弥島（しゃみじま）は香川県坂出市にある町。かつては瀬戸内海に浮かぶ塩飽諸島の島であったが、1967年（昭和42年）12月に番の州工業地帯の埋め立て造成により地続きとなった。現在は隣接して瀬戸大橋記念公園が整備されている。環境省による快水浴場百選にも選定されている沙弥島海水浴場は、夏に海水浴客で賑わう。縄文時代から製塩文化が開け、ナカンダ浜からは当時の土器などが発掘されている。
万葉の歌人である柿本人麿が立ち寄り、短歌一首「讃岐の狭岑島に、石の中に死れる人を視て、柿本朝臣人麻呂の作る歌一首」と反歌二首を作ったとされている。坂出市出身の作家中河与一により、1936年（昭和11年）にナカンダ浜に「柿本人麿碑」が建立されたが、現在は人麻呂岩のあるオソゴエの浜に移設されている。
香川県立東山魁夷せとうち美術館（東山魁夷の作品を収蔵）が2005年4月9日に開館した。

## イベント
- 瀬戸内国際芸術祭